# Beuvry-la-Forêt
Ne doit pas être confondu avec Beuvry.
Beuvry-la-Forêt est une commune française située dans le département du Nord, en région Hauts-de-France. 
Jusque août 1969, la commune s'appelait Beuvry-lez-Orchies.
Beuvry-la-Forêt est à ne pas confondre avec Beuvry, dans le Pas-de-Calais.
La commune se trouve dans l'aire d'attraction de Lille (partie française) ainsi que dans sa zone d'emploi, et dans le bassin de vie et dans l'unité urbaine d'Orchies.

## Géographie

### Localisation

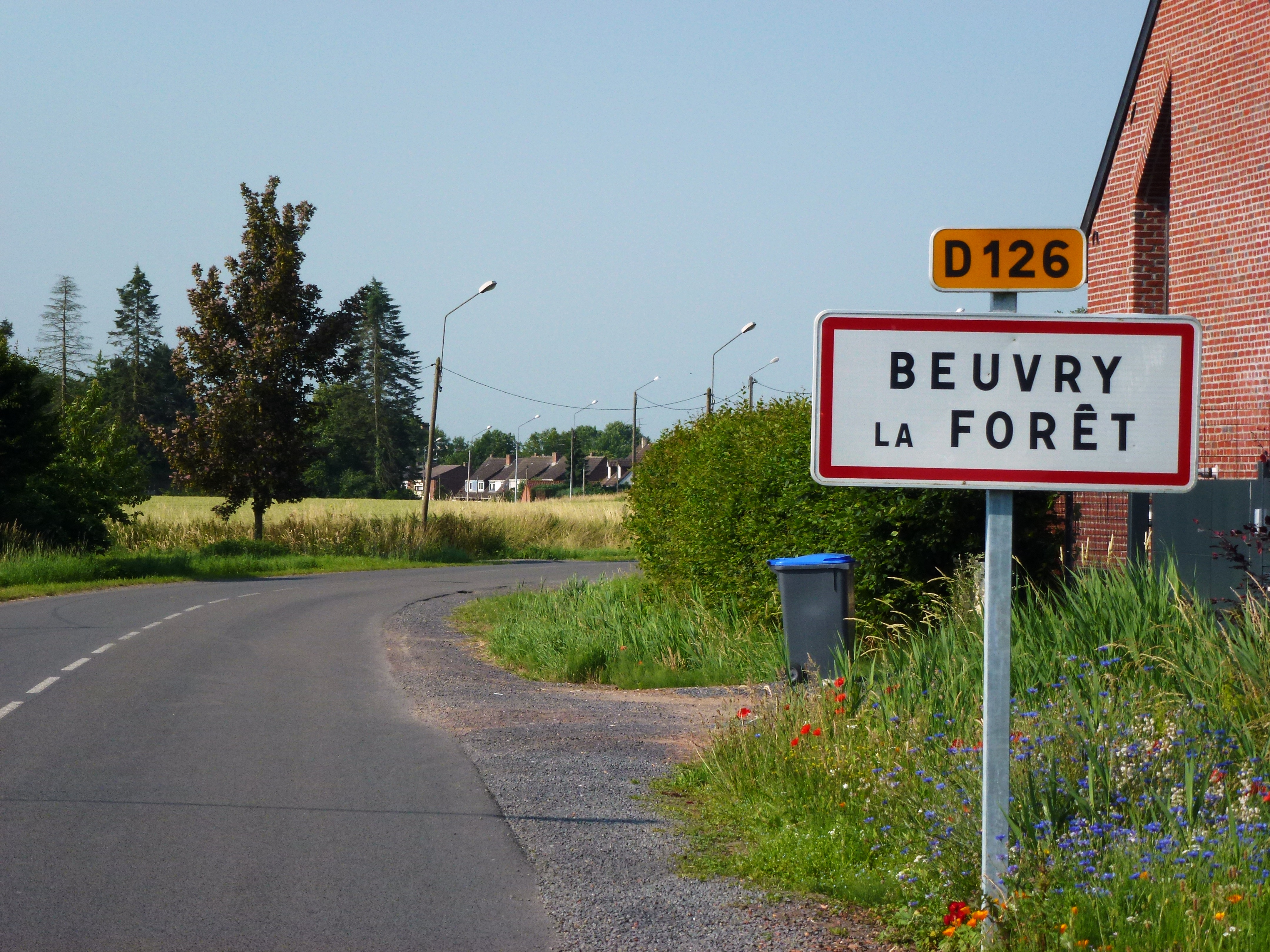
Entrée de Beuvry-la-Forêt, en venant de Landas, commune limitrophe.

Beuvry-la-forêt est une commune du pays de Pévèle située à proximité d'Orchies, située sur les restes de l'ancien arc forestier, considéré par certains comme une relique de l'antique forêt charbonnière. 
Comme son nom le rappelle, la commune est en partie encore enforestée.

### Communes limitrophes
Les communes limitrophes sont Landas, Sars-et-Rosières, Tilloy-lez-Marchiennes, Bouvignies, Marchiennes et Orchies.
| Orchies    | Landas          | Landas                 |
| Orchies    | Beuvry-la-Forêt | Sars-et-Rosières       |
| Bouvignies | Marchiennes     | Tilloy-lez-Marchiennes |

### Géologie et relief
Le relief de la commune est généralement plat.

### Hydrographie

#### Réseau hydrographique

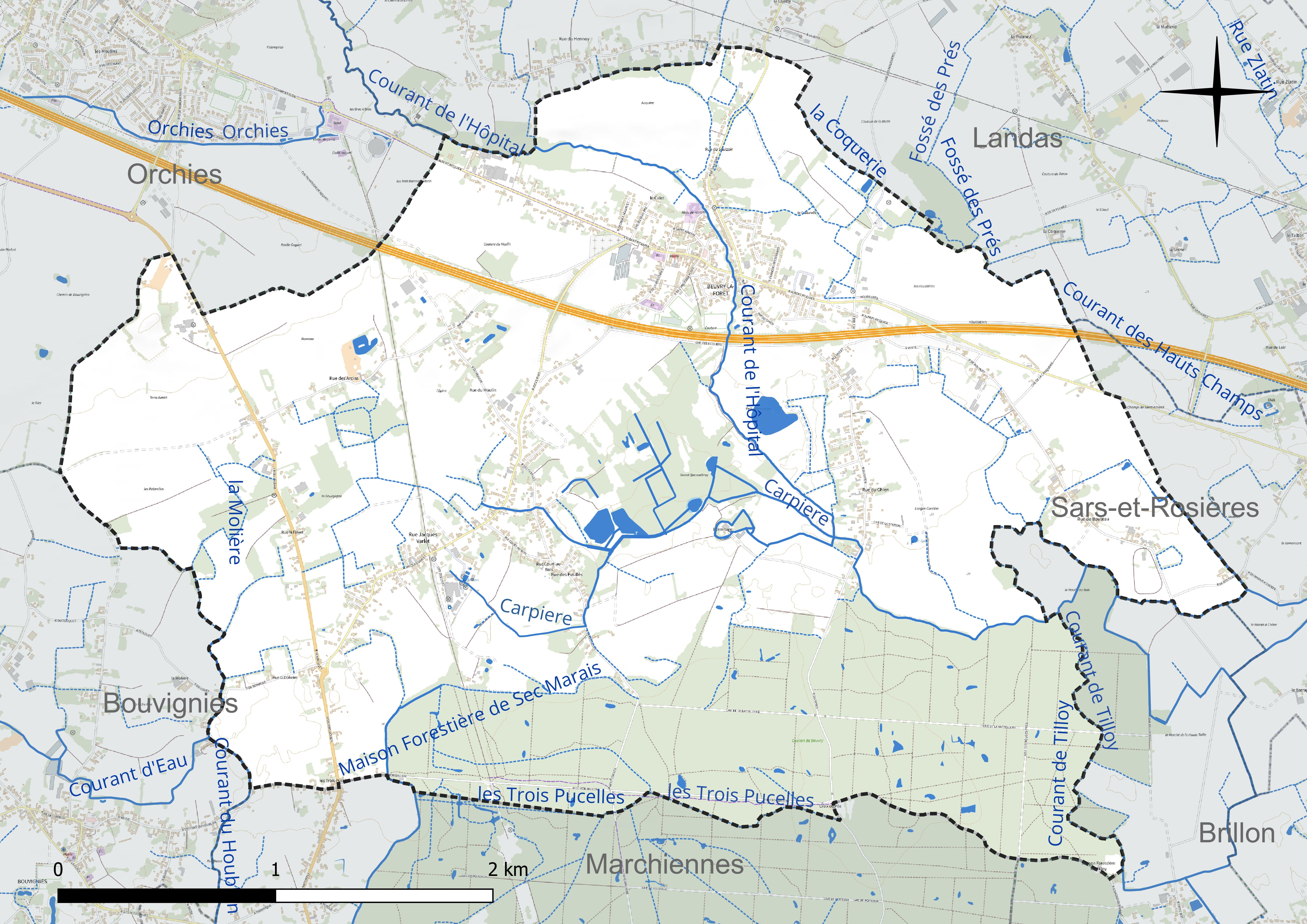
Réseau hydrographique de Beuvry-la-Forêt.

La commune est située dans le bassin Artois-Picardie. Elle est drainée par le Courant de l'Hôpital, le Courant de Tilloy, la Carpière, le Courant du Houblon, la Coquerie, la Maison Forestière de Sec Marais, la Molière, le Courant d'eau, le ruisseau de Blocquinie, le ruisseau Des Hauts champs, les Trois Pucelles et divers autres petits cours d'eau,.
Le Courant de l'Hôpital, d'une longueur de 29 km, prend sa source dans la commune de Auchy-lez-Orchies et se jette  dans la Scarpe canalisée à Thun-Saint-Amand, après avoir traversé 13 communes. Afin de lutter contre les inondations telles que celles de 2005 et 2016, le ruisseau a bénéficié en 2020 de travaux pour aménager une zone d'expansion de ses crues.

#### Gestion et qualité des eaux
Le territoire communal est couvert par le schéma d'aménagement et de gestion des eaux (SAGE) « Scarpe aval ». Ce document de planification concerne un territoire de 624 km2 de superficie, délimité par le bassin versant de la Scarpe aval, comprenant la Pévèle, la plaine de la Scarpe et le bassin minier avec l'Ostrevent. Le périmètre a été arrêté le 18 mars 1997 et le SAGE proprement dit a été approuvé le 12 mars 2009, puis révisé le 5 juillet 2021. La structure porteuse de l'élaboration et de la mise en œuvre est le parc naturel régional Scarpe-Escaut.
La qualité des cours d'eau peut être consultée sur un site dédié géré par les agences de l'eau et l'Agence française pour la biodiversité.

### Climat
Pour des articles plus généraux, voir Climat des Hauts-de-France et Climat du Nord.
En 2010, le climat de la commune est de type climat océanique dégradé des plaines du Centre et du Nord, selon une étude du CNRS s'appuyant sur une série de données couvrant la période 1971-2000. En 2020, Météo-France publie une typologie des climats de la France métropolitaine dans laquelle la commune est exposée à un climat océanique et est dans la région climatique Nord-est du bassin Parisien, caractérisée par un ensoleillement médiocre, une pluviométrie moyenne régulièrement répartie au cours de l'année et un hiver froid (3 °C).
Pour la période 1971-2000, la température annuelle moyenne est de 10,6 °C, avec une amplitude thermique annuelle de 14,6 °C. Le cumul annuel moyen de précipitations est de 705 mm, avec 11,9 jours de précipitations en janvier et 9,2 jours en juillet. Pour la période 1991-2020, la température moyenne annuelle observée sur la station météorologique la plus proche, située sur la commune de Cappelle-en-Pévèle à 10 km à vol d'oiseau, est de 11,1 °C et le cumul annuel moyen de précipitations est de 736,6 mm,. Pour l'avenir, les paramètres climatiques de la commune estimés pour 2050 selon différents scénarios d'émission de gaz à effet de serre sont consultables sur un site dédié publié par Météo-France en novembre 2022.

### Milieux naturels et biodiversité
La commune fait partie du parc naturel régional Scarpe-Escaut.
Elle bénéficie de la présence et proximité de la forêt domaniale de Marchiennes (au sud), mais son environnement est affecté par le passage d'une autoroute très fréquentée.

## Urbanisme

### Typologie
Au 1er janvier 2024, Beuvry-la-Forêt est catégorisée bourg rural, selon la nouvelle grille communale de densité à sept niveaux définie par l'Insee en 2022.
Elle appartient à l'unité urbaine d'Orchies, une agglomération intra-départementale regroupant cinq  communes, dont elle est une commune de la banlieue,,. Par ailleurs la commune fait partie de l'aire d'attraction de Lille (partie française), dont elle est une commune de la couronne,. Cette aire, qui regroupe 201 communes, est catégorisée dans les aires de 700 000 habitants ou plus (hors Paris),.

### Occupation des sols

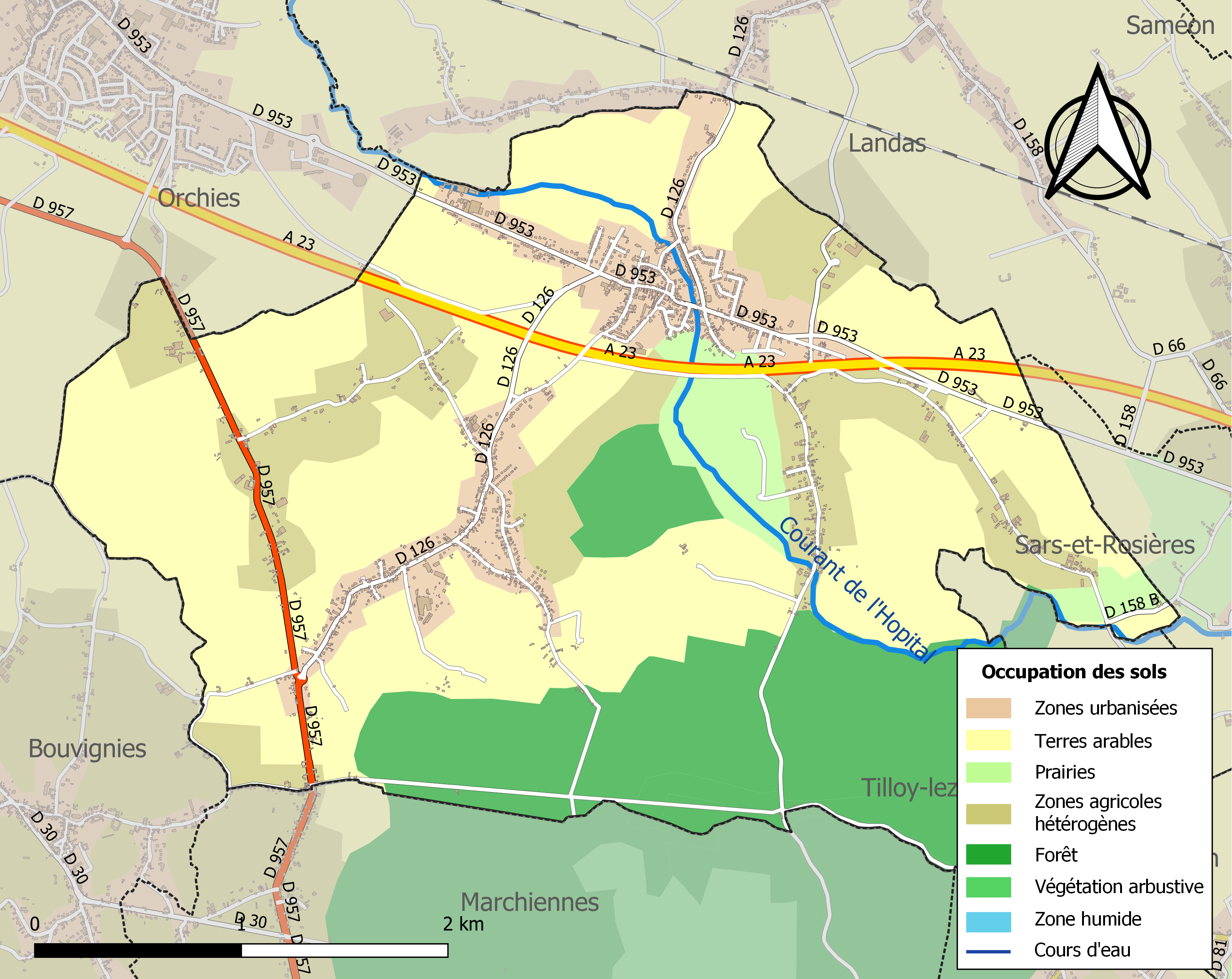
Carte des infrastructures et de l'occupation des sols de la commune en 2018 (CLC).

L'occupation des sols de la commune, telle qu'elle ressort de la base de données européenne d'occupation biophysique des sols Corine Land Cover (CLC), est marquée par l'importance des territoires agricoles (67,7 % en 2018), en diminution par rapport à 1990 (69,9 %). 
La répartition détaillée en 2018 est la suivante : terres arables (46,7 %), forêts (21,9 %), zones agricoles hétérogènes (16,7 %), zones urbanisées (10,5 %), prairies (4,2 %). 
L'évolution de l'occupation des sols de la commune et de ses infrastructures peut être observée sur les différentes représentations cartographiques du territoire : la carte de Cassini (XVIIIe siècle), la carte d'état-major (1820-1866) et les cartes ou photos aériennes de l'IGN pour la période actuelle (1950 à aujourd'hui).

### Habitat et logement
En 2021, le nombre total de logements dans la commune était de 1 198, alors qu'il était de 1 107 en 2016 et de 1 049 en 2011. 
Parmi ces logements, 94,4 % étaient des résidences principales, 0,5 % des résidences secondaires et 5 % des logements vacants. Ces logements étaient pour 95,5 % d'entre eux des maisons individuelles et pour 3,9 % des appartements. 
Le tableau ci-dessous présente la typologie des logements à Beuvry-la-Forêt en 2021 en comparaison avec celle du Nord et de la France entière. Une caractéristique marquante du parc de logements est ainsi la faible proportion des résidences secondaires et logements occasionnels (0,5 %) par rapport au département (1,8 %) et à la France entière (9,7 %). 
| Typologie                                               | Beuvry-la-Forêt | Nord | France entière |
| ------------------------------------------------------- | --------------- | ---- | -------------- |
| Résidences principales (en %)                           | 94,4            | 90,9 | 82,2           |
| Résidences secondaires et logements occasionnels (en %) | 0,5             | 1,8  | 9,7            |
| Logements vacants (en %)                                | 5               | 7,4  | 8,1            |

### Voie de communication et transport

#### Voies de communication
La commune est coupée en deux  par le passage de l'autoroute A23 qui relie Lille à Valenciennes, les deux parties sont : Beuvry-Bourg et Beuvry-Varlet.
Beuvry-la-Forêt se situe sur la RD953 (Orchies > Hasnon > St-Amand) et à proximité immédiate avec la RD957 (Orchies > Marchiennes > Somain). Pour prendre l'autoroute A23 depuis Beuvry-la-Forêt, il faut se diriger vers l'échangeur de Marchiennes (sortie n°3).

#### Transports en commun
Beuvry-la-Forêt est desservie par le réseau départemental de bus Arc-en-Ciel 2. Les lignes 224 (Orchies > Saint-Amand-les-Eaux) et 234 (Orchies > Saméon) passent par Beuvry-la-Forêt. Par ailleurs, des bus scolaires allant et revenant principalement du Collège du Pévèle (Orchies) ou du lycée Hélène Boucher (Somain) desservent aussi la commune.
Pour prendre le train, les beuvrygeois doivent se tourner vers la gare de Landas, cette halte ferroviaire SNCF considérée comme commune aux deux villages. Cependant, la gare de Landas ne possédant pas d'automates pour l'achat de titre de transport, il faut aller à la gare d'Orchies pour acheter des titres de transport. Située sur la ligne de Fives à Hirson, cette gare est desservie par des TER Hauts-de-France allant de et vers Lille-Flandres, Valenciennes, Aulnoye-Aymeries, Maubeuge et Jeumont.

## Toponymie
« Villa Bebrognum in pago Pabulensi », voici la plus ancienne appellation de la commune trouvée en l'an 877. Ce nom évolua en « Villa Brebrigum » en 1046, « Villa Beuvri » en 1123, « Beuvrui » en 1151, Beuvrie, Beuvruy et enfin Beuvry, puis Beuvry-les-Orchies afin de se différencier de la commune de Beuvry dans le Pas-de-Calais. En 1969, la commune prend son nom actuel de Beuvry-la-Forêt.
Son nom semble dériver de Beuvron ou de Bièvre signifiant « castor » car autrefois une rivière qui coulait non loin était fréquentée par ces rongeurs. D'ailleurs, cette explication se retrouve pour d'autres communes de France telles que Bevrages, Beuvragnes.

## Histoire
Cette partie de la région est occupée depuis la préhistoire.
Un puits galloromain a été découvert dans la commune.
Sous l'Ancien Régime, Beuvry-la-Forêt était une dépendance de l'Abbaye de Marchiennes à partir du IXe siècle, et pour cette raison très liée à Marchiennes (bien qu'aujourd'hui dans deux cantons différents). Elle ne devient une paroisse à part entière qu'en 1227[réf. nécessaire].
Son église, dédiée à Saint-Martin, est inaugurée le dernier dimanche d'août 1788.[réf. nécessaire]
La commune bénéficie de la mise en service en 1874 de la gare de Beuvry-les-Orchies dans le Varlet (partie sud de la commune), située sur la ligne de Somain à Halluin. Cependant, le trafic voyageur sur le tronçon de ligne desservant cette gare cessé en mai 1939 et la gare a fermé en 1950 pour le fret. Aujourd'hui, ce tronçon de la ligne est la Voie verte de la Plaine de la Scarpe.

## Politique et administration

### Rattachements administratifs et électoraux
La commune se trouve dans l'arrondissement de Douai du département du Nord. Pour l'élection des députés, elle fait partie depuis 1988 de la sixième circonscription du Nord.
Elle fait partie depuis 1793 du canton d'Orchies. Dans le cadre du redécoupage cantonal de 2014 en France, ce canton, dont la commune est toujours membre, est modifié, passant de 9 à 16 communes.

### Intercommunalité
La commune s'était associée avec Orchies en créant fin 2001 la petite communauté de communes Cœur de Pévèle, qui ne regroupait que ces deux collectivités.
Dans le cadre de la réforme des collectivités territoriales françaises (2008-2012), cette intercommunalité est contrainte de fusionner avec ses voisines pour créer le 1er janvier 2014 la communauté de communes Pévèle Carembault, dont est désormais membre Beuvry-la-Forêt, malgré son souhait exprimé en 2015,,, d'intégrer la communauté de communes Cœur d'Ostrevent.

### Politique locale
Le maire Thierry Bridault, élu depuis 2008 (qui rencontrait déjà des difficultés avec une partie du conseil municipal) et l'ensemble de sa majorité ont annoncé début janvier 2018 leur démission pour protester contre la réforme territoriale et le rattachement de la commune à la communauté de communes Pévèle Carembault (ce qui avait provoqué une scission au sein de la majorité municipale lors du conseil municipal  du 2 juin 2015). Cette démission entraine l'organisation de nouvelles élections municipales, auxquelles Thierry Bridault se représente avec une nouvelle liste, qui remporte les élections  avec 42,5 % des voix au second tour qui a lieu le 29 avril 2018,
Lors du premier tour des élections municipales le 15 mars 2020, vingt-trois sièges sont à pourvoir ; on dénombre 2 259 inscrits, dont 1 229 votants (54,40 %), 16 votes blancs (1,3 %) et 1 200 suffrages exprimés (97,64 %). La liste Beuvry-la-Forêt vers l'avenir continuons ensemble menée par le maire sortant Thierry Bridault recueille 500 voix (41,67 %). Il est suivi par la liste Assurément pour Beuvry-la-Forêt en Pévèle menée par Philippe Ricq et ses 418 voix (34,83 %) et par la liste Union citoyenne pour Beuvry-la-Forêt menée par Jérôme Bourichon et ses 282 voix (23,5 %). À l'issue du premier tour, aucun siège n'est pourvu,.

### Liste des maires

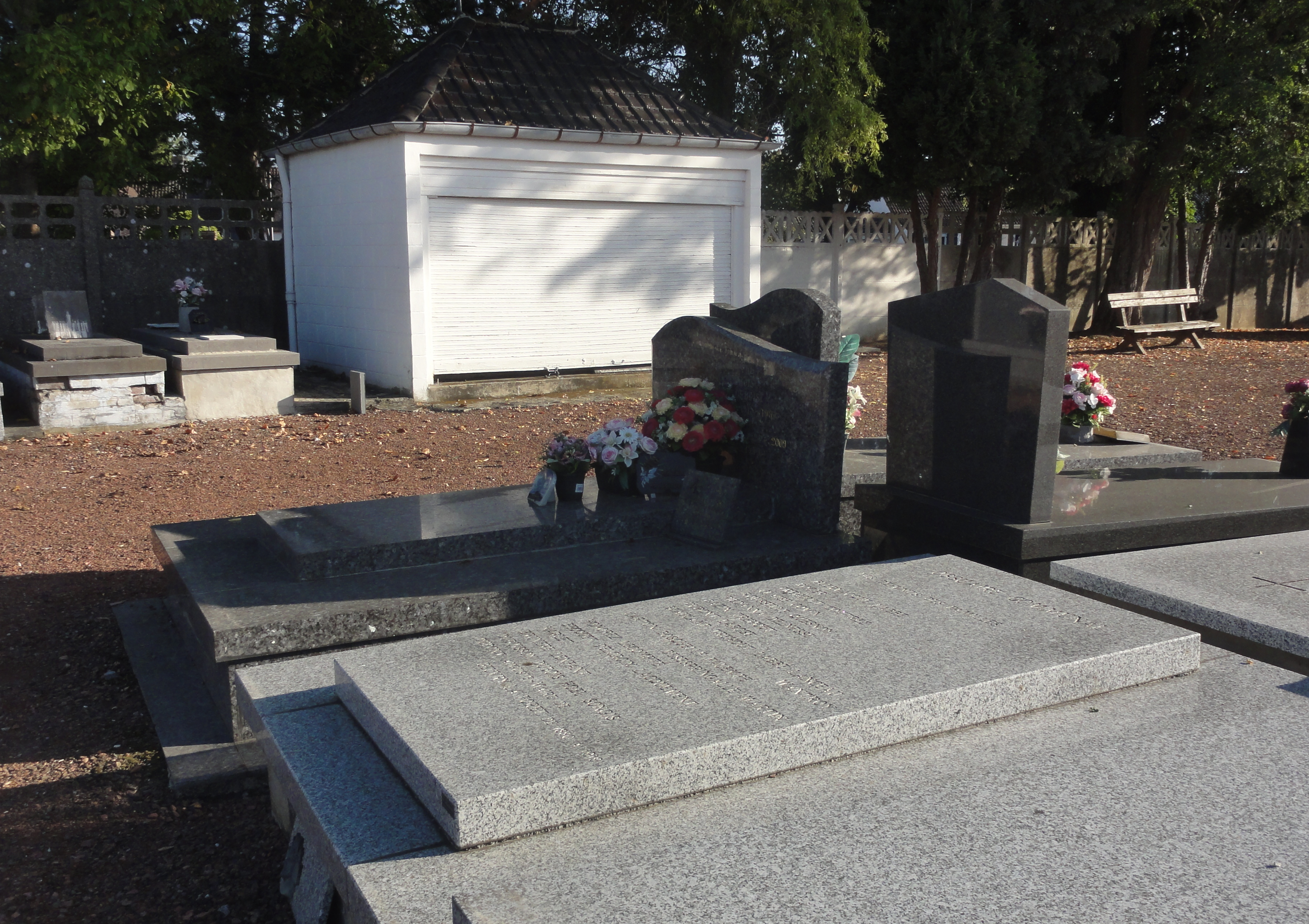
Ossuaire dans lequel reposent les restes d'Auguste Dupont, dans le cimetière de Beuvry-la-Forêt.

| Période      | Période      | Identité                                           | Étiquette    | Qualité                                    |
| ------------ | ------------ | -------------------------------------------------- | ------------ | ------------------------------------------ |
| 1800         | 1813         | Isaac Joseph Simon                                 |              |                                            |
| 1813         | 1816         | Louis Joseph Dupont                                |              |                                            |
| 1816         | 1823         | Isaac Simon                                        |              |                                            |
| 1823         | 1830         | Jean-Baptiste Sauvage                              |              |                                            |
| 1830         | 1832         | Louis Hache                                        |              |                                            |
| 1832         | 1835         | Pierre Marie Morelle                               |              |                                            |
| 1835         | 1848         | Lazare Dupont                                      |              |                                            |
| 1848         | 1848         | Pierre Joseph Morelle-Dupont                       |              |                                            |
| 1848         | 1852         | Constant Simon                                     |              |                                            |
| 1852         | 1855         | Paul Bleuzet                                       |              |                                            |
| 1855         | 1858         | Jacques François Defontaine                        |              |                                            |
| 1858         | 1865         | César Defontaine                                   |              |                                            |
| 1865         | 1874         | Jean-Baptiste Roger                                |              |                                            |
| 1874         | 1878         | Charles Drumez                                     |              |                                            |
| 1878         | 1880         | Pierre François Bosquelle                          |              |                                            |
| 1880         | 1919         | Auguste Adrien Dupont                              |              |                                            |
| 1919         | mai 1925     | Jules Picquet (1847-1929)                          |              | Cultivateur                                |
| mai 1925     | janvier 1929 | Henri Jean-Baptiste Bonnet (1867-1929)             |              |                                            |
| 1929         | 1944         | Émile Delecroix                                    |              |                                            |
| 1944         | 1977         | Albert Ricquier                                    | SFIO puis PS | Conseiller général d'Orchies (1964 → 1972) |
| mars 1977    | mars 2008    | André Ricquier (1953-2009, fils d'Albert Ricquier) | PS           | Agent commercial                           |
| mars 2008    | 4 juin 2025  | Thierry Bridault, (13 mai 1949 - 4 juin 2025)      | DVD          | Chef d'entreprise Mort en cours de mandat  |
| 18 juin 2025 | En cours     | Léone Pierkot                                      |              |                                            |

### Jumelages
| Ville | Ville   | Pays | Pays     |
| ----- | ------- | ---- | -------- |
|       | Luingne |      | Belgique |

## Équipements et services publics

### Enseignement
Beuvry-la-Forêt fait partie de l'académie de Lille.
Beuvry-la-Forêt a disposé d'une école maternelle Jack-Lang, première école en France à porter ce nom. Elle a été débaptisée en 2008 après décision du tribunal administratif pour « atteinte au principe de neutralité des services publics ».

### Santé
- Maison de retraite

## Population et société

### Démographie
Les habitants sont appelés les Beuvrygeois.

#### Évolution démographique
L'évolution du nombre d'habitants est connue à travers les recensements de la population effectués dans la commune depuis 1793. Pour les communes de moins de 10 000 habitants, une enquête de recensement portant sur toute la population est réalisée tous les cinq ans, les populations de référence des années intermédiaires étant quant à elles estimées par interpolation ou extrapolation. Pour la commune, le premier recensement exhaustif entrant dans le cadre du nouveau dispositif a été réalisé en 2006.

En 2022, la commune comptait 2 852 habitants, en évolution de +3,97 % par rapport à 2016 (Nord : +0,51 %, France hors Mayotte : +2,11 %).
| 1793  | 1800  | 1806  | 1821  | 1831  | 1836  | 1841  | 1846  | 1851  |
| ----- | ----- | ----- | ----- | ----- | ----- | ----- | ----- | ----- |
| 1 631 | 1 680 | 1 777 | 1 946 | 2 027 | 2 038 | 1 964 | 1 990 | 1 972 |

| 1856  | 1861  | 1866  | 1872  | 1876  | 1881  | 1886  | 1891  | 1896  |
| ----- | ----- | ----- | ----- | ----- | ----- | ----- | ----- | ----- |
| 1 937 | 1 936 | 1 877 | 1 871 | 1 879 | 1 810 | 1 738 | 1 727 | 1 710 |

| 1901  | 1906  | 1911  | 1921  | 1926  | 1931  | 1936  | 1946  | 1954  |
| ----- | ----- | ----- | ----- | ----- | ----- | ----- | ----- | ----- |
| 1 718 | 1 743 | 1 742 | 1 675 | 1 690 | 1 656 | 1 658 | 1 647 | 1 704 |

| 1962  | 1968  | 1975  | 1982  | 1990  | 1999  | 2006  | 2011  | 2016  |
| ----- | ----- | ----- | ----- | ----- | ----- | ----- | ----- | ----- |
| 1 814 | 1 804 | 1 869 | 2 175 | 2 337 | 2 762 | 2 818 | 2 750 | 2 743 |

| 2021  | 2022  | - | - | - | - | - | - | - |
| ----- | ----- | - | - | - | - | - | - | - |
| 2 834 | 2 852 | - | - | - | - | - | - | - |

#### Pyramide des âges
La population de la commune est relativement jeune.
En 2018, le taux de personnes d'un âge inférieur à 30 ans s'élève à 33,6 %, soit en dessous de la moyenne départementale (39,5 %). À l'inverse, le taux de personnes d'âge supérieur à 60 ans est de 24,5 % la même année, alors qu'il est de 22,5 % au niveau départemental.
En 2018, la commune comptait 1 353 hommes pour 1 408 femmes, soit un taux de 51 % de femmes, légèrement inférieur au taux départemental (51,77 %).
Les pyramides des âges de la commune et du département s'établissent comme suit.
| Hommes | Classe d’âge | Femmes |
| ------ | ------------ | ------ |
| 0,6    | 90 ou +      | 2,1    |
| 5,7    | 75-89 ans    | 9,2    |
| 15,5   | 60-74 ans    | 15,9   |
| 24,0   | 45-59 ans    | 22,7   |
| 18,5   | 30-44 ans    | 18,5   |
| 17,0   | 15-29 ans    | 15,2   |
| 18,8   | 0-14 ans     | 16,4   |

| Hommes | Classe d’âge | Femmes |
| ------ | ------------ | ------ |
| 0,5    | 90 ou +      | 1,4    |
| 5,3    | 75-89 ans    | 8,1    |
| 14,8   | 60-74 ans    | 16,2   |
| 19,1   | 45-59 ans    | 18,4   |
| 19,5   | 30-44 ans    | 18,7   |
| 20,7   | 15-29 ans    | 19,1   |
| 20,2   | 0-14 ans     | 18     |

### Sports et loisirs
- Complexe sportif Albert Ricquier : Salle multisport Jean Degros, Salle de Tennis de Table Claude Bergeret, Dojo Annie Prévost.
- Course cycliste annuelle : Grand Prix de Beuvry-la-Forêt.
- Le GR 121 passe à Beuvry-la-Forêt.

## Économie
Sur le territoire de la commune de Beuvry-la-Forêt, hameau Jacques-Varlet, se trouve aussi une usine chimique classée Seveso (en raison de risques d'explosion, d'incendie et de nuage acide), appartenant à l'entreprise Minakem. Une association de riverains s'est opposée à l'extension de l'usine en 2008.

## Culture locale et patrimoine

### Lieux et monuments
- L'église Saint-Martin du XVIIIe siècle[53],[54].
- La chapelle Notre-Dame-de-Bon-Secours.
- Monument aux morts.
- Fermes flamandes des XVIIIe et XIXe siècles.
- Moulin Buret : Moulin de bois du XVIIIe siècle.
- La forêt domaniale de Marchiennes, en partie sise sur le finage de la commune.
- Le « Café de la Mairie » : en 2011 la municipalité a racheté ce dernier café de la commune pour préserver la convivialité en la faisant exploiter via un bail commercial[55].

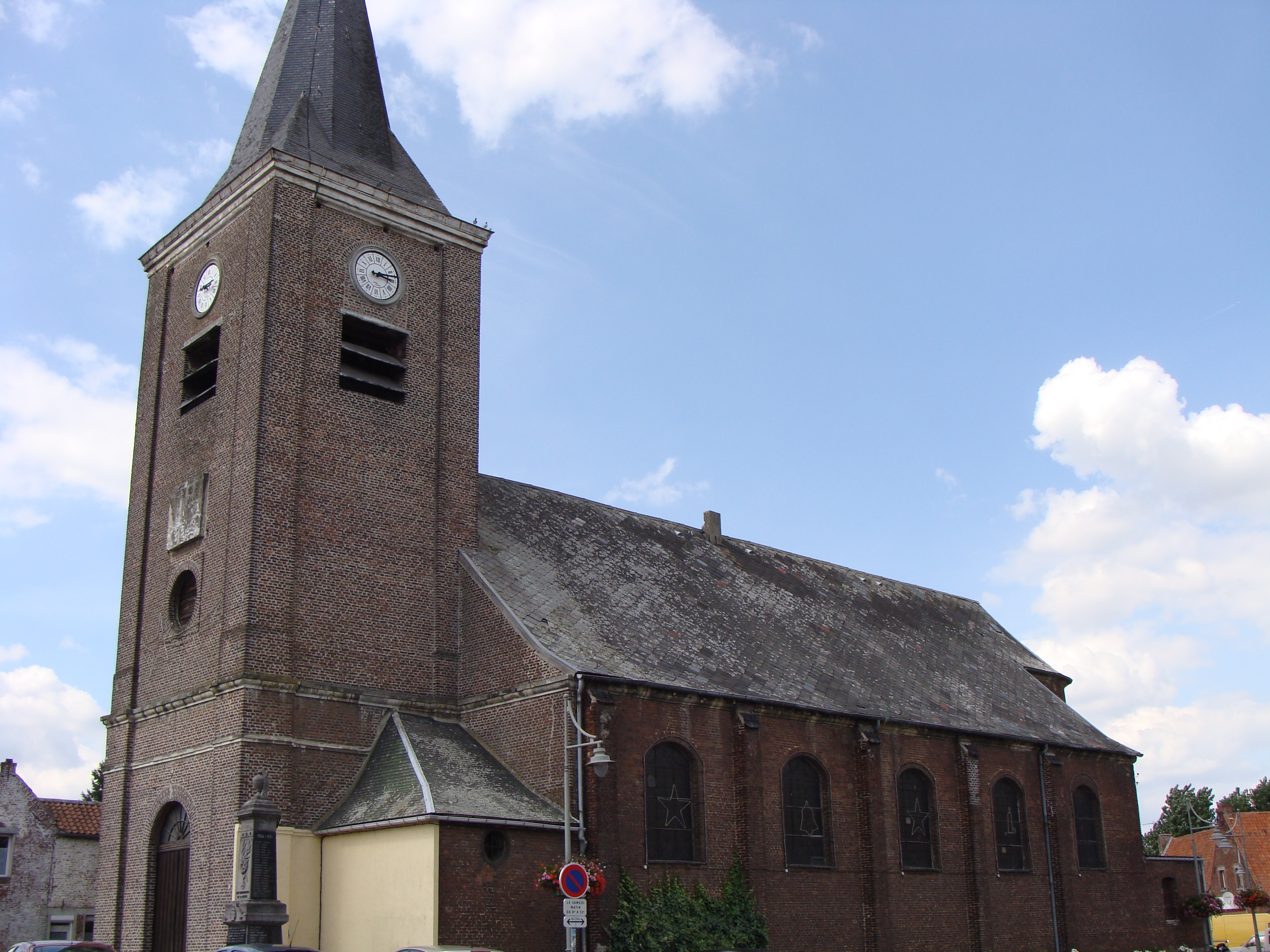
L'église Saint-Martin
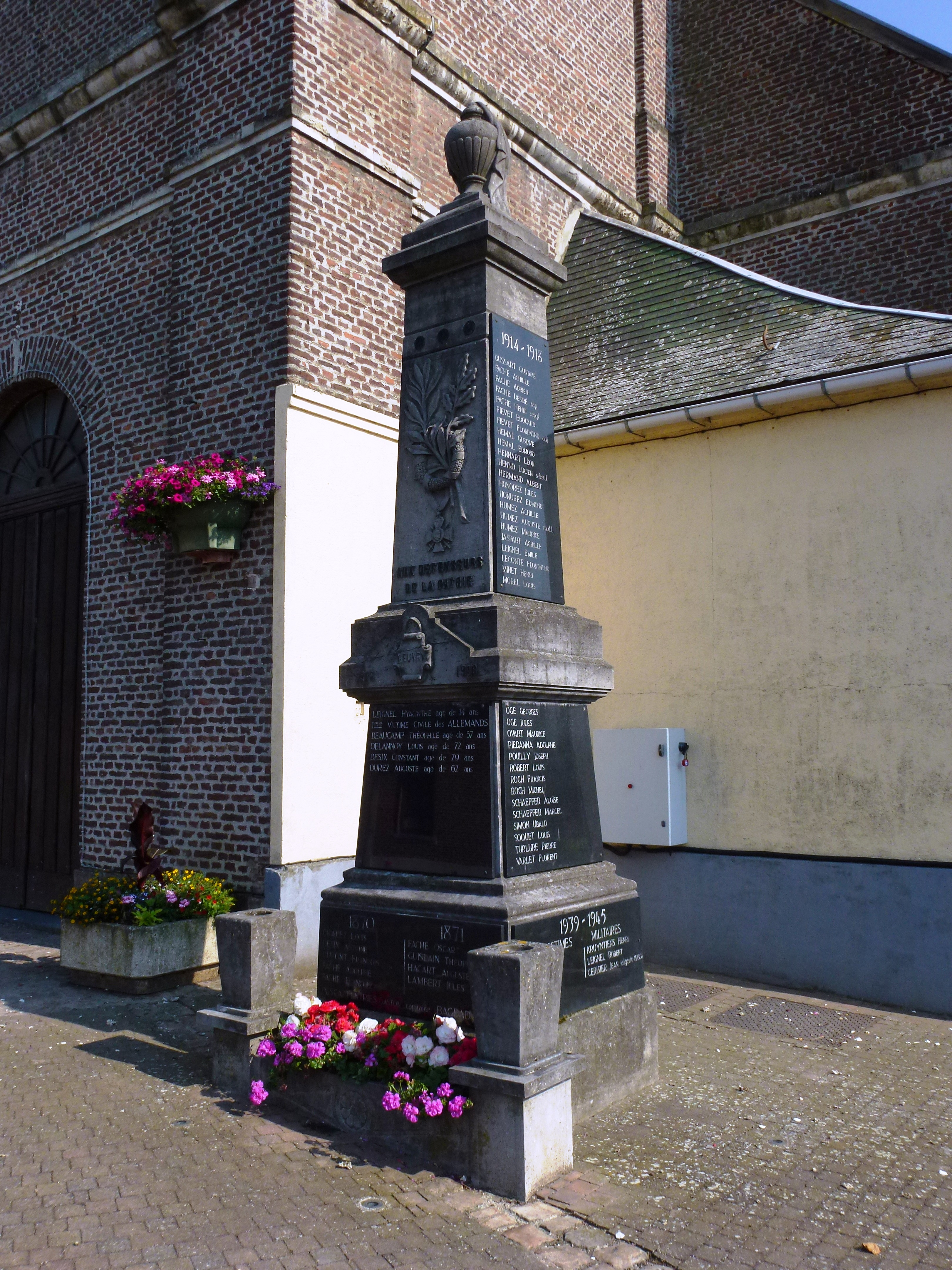
le monument aux morts

### Traditions
Des combats de coqs sont organisés plusieurs fois dans l'année dans la commune par des associations.

### Héraldique
| Blason de Beuvry-la-Forêt | Blason  | D'or à une escarboucle de sable, chargée en cœur d'un rubis de gueules. |
| Blason de Beuvry-la-Forêt | Détails | Le statut officiel du blason reste à déterminer.                        |

## Pour approfondir